# Démographie de la Champagne-Ardenne
 (avril 2011).
Avec 1 339 270 habitants au premier janvier 2012 (soit 2,04 % de la population nationale), la Champagne-Ardenne se situe parmi les régions françaises les moins peuplées. Avec une densité de 52 hab./km2, elle fait partie des six régions françaises dans lesquelles la densité de population est inférieure à 60 hab./km2. Excepté dans la Marne, la population régionale est en constante diminution depuis 1982 à cause de l'exode rural. Malgré un taux de natalité plutôt élevé (1,23 %), la croissance démographique est négative, avec une évolution de -0,04 % entre 1990 et 1999 (contre + 0,36 % pour l'ensemble de la France).

Drapeau de la Champagne

Les années 1980-1999 ont en effet vu le déficit migratoire s'accentuer, et les grandes agglomérations ont cessé de croître au bénéfice des zones rurales ou périurbaines environnantes. La baisse de pouvoir d'attraction qu'exprime ce dépeuplement est particulièrement sensible dans la Haute-Marne. Le développement urbain se révèle aussi très modéré.
Le rythme de croissance démographique de la région est le plus faible du pays (- 0,05 % par an depuis 1999). Le solde naturel est toujours positif (+ 0,29 % par an), mais le solde migratoire est largement négatif (- 0,34 % annuellement).

## Évolution de la population
| Années | Population au 1er janvier | Population au 1er janvier | Population au 1er janvier | Population au 1er janvier     | Population au 1er janvier |
| Années | département des Ardennes  | département de l'Aube     | département de la Marne   | département de la Haute-Marne | Champagne-Ardenne         |
| ------ | ------------------------- | ------------------------- | ------------------------- | ----------------------------- | ------------------------- |
| 1801   | 259.925                   | 231.455                   | 304.651                   | 226.655                       | 1.022.696                 |
| 1851   | 331.000                   | 265.000                   | 373.000                   | 268.208                       | 1.237.798                 |
| 1901   | 316.000                   | 246.000                   | 433.000                   | 226.367                       | 1.220.848                 |
| 1921   | 277.811                   | 227.839                   | 366.592                   | 198.777                       | 1.071.019                 |
| 1936   | 286.632                   | 239.563                   | 410.094                   | 190.429                       | 1.126.718                 |
| 1946   | 245.335                   | 235.237                   | 386.766                   | 181.792                       | 1.049.130                 |
| 1954   |                           |                           |                           |                               | 1.133.398                 |
| 1968   | 309.380                   | 270.000                   | 485.000                   | 214.340                       | 1.279.271                 |
| 1975   | 309.306                   | 284.823                   | 530.399                   |                               | 1.336.832                 |
| 1982   | 302.338                   | 289.300                   | 543.627                   | 210.670                       | 1.345.935                 |
| 1990   | 296.150                   | 289.138                   | 557.636                   | 204.039                       | 1.346.963                 |
|        |                           |                           |                           |                               |                           |
| 1995   | 293.368                   | 292.575                   | 564.908                   | 199.263                       | 1.350.114                 |
| 1996   | 292.822                   | 292.381                   | 565.544                   | 198.275                       | 1.349.022                 |
| 1997   | 292.175                   | 292.712                   | 565.798                   | 197.242                       | 1.347.927                 |
| 1998   | 291.329                   | 292.676                   | 565.935                   | 196.378                       | 1.346.318                 |
| 1999   | 290.452                   | 292.317                   | 565.366                   | 195.131                       | 1.343.266                 |
| 2000   | 290.039                   | 293.171                   | 565.817                   | 194.104                       | 1.343.131                 |
| 2001   | 289.743                   | 294.266                   | 566.381                   | 192.970                       | 1.343.360                 |
| 2002   | 289.203                   | 295.372                   | 566.505                   | 191.575                       | 1.342.655                 |
| 2003   | 288.401                   | 296.274                   | 566.276                   | 190.151                       | 1.341.102                 |
| 2004   | 287.574                   | 297.134                   | 565.493                   | 188.558                       | 1.338.759                 |
| 2005   | 286.761                   | 298.375                   | 565.396                   | 187.140                       | 1.337.672                 |
| 2006   | 286.499                   | 299.499                   | 566.498                   | 186.499                       | 1 338 995                 |
| Années | Ardennes                  | Aube                      | Marne                     | Haute-Marne                   | Champagne-Ardenne         |

Sources : Insee, et IAURIF.

## Mouvement naturel de la population

### Évolution des naissances et des décès
Les chiffres suivants sont fournis par l'Insee,.
| Département       | 2000   | 2000   | 2000  | 2004   | 2004   | 2004  | 2005   | 2005   | 2005  | 2006   | 2006   | 2006  |
| Département       | Naiss. | Décès  | Solde | Naiss. | Décès  | Solde | Naiss. | Décès  | Solde | Naiss. | Décès  | Solde |
| ----------------- | ------ | ------ | ----- | ------ | ------ | ----- | ------ | ------ | ----- | ------ | ------ | ----- |
| Ardennes          | 3 793  | 2 846  | 947   | 3 422  | 2 780  | 642   | 3 420  | 2 788  | 632   | 3 343  | 2 601  | 742   |
| Aube              | 3 586  | 2 875  | 711   | 3 553  | 2 660  | 893   | 3 692  | 2 893  | 799   | 3 685  | 2 863  | 822   |
| Marne             | 7 563  | 4 782  | 2 781 | 6 979  | 4 649  | 2 330 | 7 108  | 4 695  | 2 413 | 7 118  | 4 632  | 2 486 |
| Haute-Marne       | 2 386  | 2 127  | 259   | 2 095  | 1 914  | 181   | 2 029  | 1 992  | 37    | 2 104  | 1 994  | 110   |
| Champagne-Ardenne | 17 328 | 12 630 | 4 698 | 16 049 | 12 003 | 4 046 | 16 249 | 12 368 | 3 881 | 16 250 | 12 090 | 4 160 |

### Fécondité par département
Le nombre moyen d'enfants par femme ou indice conjoncturel de fécondité a évolué comme suit pour chaque département et pour l'ensemble de la région Champagne-Ardenne :
| Département           | Fécondité 1999 | Fécondité 2000 | Fécondité 2001 | Fécondité 2002 | Fécondité 2003 | Fécondité 2004 | Fécondité 2005 |
| --------------------- | -------------- | -------------- | -------------- | -------------- | -------------- | -------------- | -------------- |
| Ardennes              | 1,95           | 2,05           | 2,05           | 2,01           | 2,01           | 1,99           |                |
| Aube                  | 1,80           | 1,88           | 1,86           | 1,83           | 1,87           | 1,93           |                |
| Marne                 | 1,71           | 1,80           | 1,79           | 1,72           | 1,69           | 1,72           |                |
| Haute-Marne           | 1,91           | 2,04           | 1,93           | 1,99           | 1,94           | 2,00           |                |
| Champagne-Ardenne     | 1,80           | 1,89           | 1,87           | 1,82           | 1,82           | 1,84           | 1,88           |
| France métropolitaine | 1,79           | 1,87           | 1,88           | 1,87           | 1,87           | 1,90           | 1,92           |

La fécondité en Champagne-Ardenne est inférieure à la métropole à partir de l'année 2001. C'est la Marne qui tire vers le bas la région. Mais les Ardennes et la Haute-Marne ont la fécondité supérieure à la métropole.

### Répartition des naissances par nationalité de la mère
Les chiffres suivants sont fournis par l'Insee pour l'année 2004 :
|                   | Ensemble | Françaises | Étrangères | Étrangères | Étrangères | Étrangères | Étrangères | Étrangères | Étrangères |
| Total étrangères  | Ensemble | Françaises | Algérie    | Espagne    | Italie     | Portugal   | Maroc      | Tunisie    |            |
| ----------------- | -------- | ---------- | ---------- | ---------- | ---------- | ---------- | ---------- | ---------- | ---------- |
| Ardennes          | 3.422    | 3.215      | 207        | 65         | 1          | 0          | 5          | 26         | 1          |
| Aube              | 3.553    | 3.182      | 371        | 55         | 2          | 1          | 16         | 74         | 4          |
| Marne             | 6.979    | 6.595      | 384        | 60         | 4          | 3          | 30         | 77         | 6          |
| Haute-Marne       | 2.095    | 2.020      | 75         | 20         | 0          | 0          | 1          | 22         | 2          |
| Champagne-Ardenne | 16.049   | 15.012     | 1.037      | 200        | 7          | 4          | 52         | 199        | 13         |
| -- légitimes      | 7.936    | 7.117      | 819        | 171        | 5          | 2          | 29         | 184        | 13         |
| -- hors-mariage   | 8.113    | 7.895      | 218        | 29         | 2          | 2          | 23         | 15         | 0          |

Les 7 naissances de mère espagnole, et les 5 autres de mère italienne sont un signe évident que l'immigration tant espagnole qu'italienne tend à devenir négligeable du point de vue de la dynamique de la population de la France en général et de la région Champagne-Ardenne en particulier. Rappelons que la moyenne d'âge des immigrés de ces deux pays dépasse les soixante ans.
Comme dans la plupart des régions hors Île-de-France, les naissances hors-mariage sont majoritaires. C'est surtout vrai pour les mères françaises, mais pas du tout pour les étrangères, surtout maghrébines, et en particulier les mères tunisiennes.

## Immigration
Par immigré on entend quelqu'un résidant en France, né étranger à l'étranger. Il peut être devenu français par acquisition ou avoir gardé sa nationalité étrangère. Par contre le groupe des étrangers est constitué par l'ensemble des résidents ayant une nationalité étrangère, qu'ils soient nés en France ou hors de France. Les Français de naissance ne sont pas des immigrés, même s'ils sont nés hors de France.
Notes :
Le Code français de la nationalité déclare que toute personne née d'au moins un parent français est française à la naissance (par filiation). Est également française à la naissance, toute personne née en France d'au moins un parent lui-même né en France (double droit du sol). Ainsi donc tout enfant d'un étranger né lui-même en France est français de plein droit.
Les enfants nés en France de parents étrangers nés tous deux à l'étranger sont donc étrangers, mais deviennent Français de plein droit à 18 ans, s'ils y résident et y ont résidé de manière continue ou discontinue pendant cinq années depuis l'âge de 11 ans et s'ils ne désirent pas conserver leur nationalité d'origine. Cependant, dès l'âge de 13 ans, les parents peuvent demander la nationalité française pour leur enfant, avec son accord (sous condition d'avoir résidé cinq ans en France depuis l'âge de 8 ans). De plus le mineur de 16 ans accomplis peut faire la demande d'acquisition anticipée de la nationalité sans l'accord de ses parents et sous les mêmes conditions de durée de résidence en France durant cinq années depuis l'âge de 11 ans.

### Nombre d'étrangers et d'immigrés en Champagne-Ardenne
Au recensement de 1999, les étrangers et les immigrés se répartissaient comme suit en France et en Champagne-Ardenne :
|                                               | Champagne-Ardenne | Champagne-Ardenne | Champagne-Ardenne | Champagne-Ardenne | Champagne-Ardenne | Champagne-Ardenne | France métropolitaine 1999 |
| 1968                                          | 1975              | 1982              | 1990              | 1999              | % 1999            |                   | France métropolitaine 1999 |
| --------------------------------------------- | ----------------- | ----------------- | ----------------- | ----------------- | ----------------- | ----------------- | -------------------------- |
| Français                                      | 1 228 848         | 1 266 380         | 1 271 752         | 1 285 179         | 1 291 469         | 96,2              | 55.260.000                 |
| -- Français de naissance nés en France        | 1 176 196         | 1 217 425         | 1 224 032         | 1 233 709         | 1 235 784         | 92,1              | 51.340.000                 |
| -- Français de naissance nés à l'étranger     | 23 072            | 18 760            | 18 708            | 18 207            | 16 132            | 1,2               | 1.560.000                  |
| -- Français par acquisition nés en France (3) | 6 308             | 6 220             | 5 860             | 9 849             | 15 193            | 1,1               | 800.000                    |
| -- Français par acq. nés à l'étranger (1)     | 23 272            | 23 975            | 23 152            | 23 414            | 24 360            | 1,8               | 1.560.000                  |
| Étrangers                                     | 50 528            | 71 080            | 72 532            | 64 741            | 50 394            | 3,8               | 3.260.000                  |
| -- Étrangers nés en France                    | 7 664             | 13 745            | 17 184            | 15 498            | 9 506             | 0,7               | 510.000                    |
| -- Étrangers nés à l'étranger (2)             | 42 864            | 57 335            | 55 348            | 49 243            | 40 888            | 3,1               | 2.750.000                  |
| Population totale                             | 1 279 376         | 1 337 460         | 1 344 284         | 1 349 920         | 1 341 863         | 100,0             | 58.520.000                 |
| dont Immigrés                                 |                   |                   |                   |                   |                   |                   |                            |
| (1) + (2)                                     | 66 136            | 81 310            | 78 500            | 72 657            | 65 248            | 4,9               | 4.310.000                  |
| dont Français par acquisition                 |                   |                   |                   |                   |                   |                   |                            |
| (1) + (3)                                     | 29 580            | 30 195            | 29 012            | 33 263            | 39 503            | 2,9               | 2.360.000                  |

Comme on peut le constater sur le tableau ci-dessus, la population immigrée est en nette baisse entre les deux derniers recensements, ce qui résulte du quasi-arrêt de l'immigration. En effet la population immigrée ne se renouvelle pas par naissances, mais par apport de nouveaux immigrés. Sans apport extérieur, les immigrés vieillissent (et n'ont de ce fait plus d'enfants) et finissent par disparaître par décès essentiellement (quelques-uns quittent par émigration). C'est ce qui se passe actuellement, l'apport migratoire étant fort faible.
Le groupe des étrangers accuse une chute encore plus importante. Son effectif passe en effet de 64 700 à 50 400 personnes, soit une perte de 23 % en neuf ans. Cela se comprend facilement car à la perte par décès des étrangers immigrés dont on vient de parler, s'ajoute la perte d'effectif par acquisition de la nationalité française. De ce fait le groupe des Français par acquisition a beaucoup augmenté (près de 19 %). À noter que ce sont surtout les étrangers nés en France qui diminuent le plus considérablement. Or ce sont les plus jeunes parmi les étrangers. D'où on comprend facilement que la baisse importante constatée du nombre des étrangers est due au décès des plus âgés et à la naturalisation des plus jeunes, et que le nombre d'étrangers sera ainsi en chute libre (jusqu'à presque disparaître progressivement) si un nouvel apport migratoire d'étrangers ne se fait pas.

## Les enfants des familles champenoises - français et immigrés
Note : notions de ménages et de familles
Ménage : C'est l'ensemble des occupants d'un même logement, quels que soient les liens qui les unissent. Il peut n'y avoir aucun lien de parenté entre eux. Un ménage peut se réduire à une seule personne.
Famille : C'est un ensemble d'au moins deux personnes du même ménage, constitué
- soit d'un couple marié ou non, et, éventuellement de ses enfants célibataires sans enfant
- soit d'un parent avec ses enfants (famille monoparentale).
Un ménage peut comporter plusieurs familles, comme c'est le cas au sein des familles patriarcales. C'est encore souvent le cas chez certains d'agriculteurs.
Les membres d'un ménage n'appartenant pas à une famille sont appelés "personnes isolées" ou "isolés" tout simplement.
On appelle ici « ménage immigré » un ménage dont la personne de référence ou son conjoint est immigrée.
Les 40 500 ménages immigrés de Champagne-Ardenne comprennent soit une personne seule, soit une
ou plusieurs familles. La taille moyenne de ces ménages est supérieure à celle des ménages
champenois moyens (respectivement 3,1 personnes contre 2,4 en Champagne-Ardenne).
En 1999 on dénombrait 32 682 familles immigrées dont 2 893 familles monoparentales. On recensait donc 29 789 couples, mariés ou non, soit 9 % de ceux résidant dans la
région. Plus ou moins 40 % de ces couples étaient formés de deux conjoints immigrés et, dans la plupart des cas, ils étaient natifs du même pays. La proportion de ces couples (appelés endogames) était la plus forte chez les immigrés turcs, phénomène que l'on rencontre un peu partout en Europe au sein des originaires de Turquie.
Nombre d'enfants moyen des familles en 1999
|                           | Nombre d'enfants |
| ------------------------- | ---------------- |
| Moyenne Champagne-Ardenne | 1,0              |
| Familles immigrées        | 1,6              |
| Italie                    | 0,7              |
| Espagne                   | 1,1              |
| Portugal                  | 1,4              |
| Turquie                   | 2,2              |
| Algérie                   | 2,3              |
| Ex-Indochine              | 2,3              |
| Maroc                     | 2,7              |

## Perspectives démographiques mitigées
L'avenir de la population de la région s'annonce plutôt baissier. D'une part le taux de fécondité de 1,92 en 2005 est encore insuffisant pour assurer le simple remplacement des générations (quoique superbe comparé aux taux enregistrés quasi partout en Europe !). Le taux net de reproduction est en effet de 0,93, ce qui signifie que la population est appelée à baisser de 7 % en 30 ans... sans migrations.
Or la Champagne-Ardenne est peu attractive et perd des habitants (essentiellement de nationalité française) vers les régions ensoleillées du Midi, ou maritimes de ce qu'on appelle le grand Ouest, et l'immigration est réduite à sa plus simple expression. Ces phénomènes migratoires vont accentuer la perte de population prévue.
Aussi les chercheurs-projectionnistes de l'Insee ont-ils prévu une baisse de population de 77 000 habitants d'ici 2030, la plus « mauvaise » performance de toutes les régions françaises, comme le montre le tableau ci-après qui affiche le bas du classement des régions françaises de la métropole.
| Région                | Population au 01-01-2005 | Population au 01-01-2030 | Accroissement 2005-2030 | Pourcentage 2005-2030 |
| --------------------- | ------------------------ | ------------------------ | ----------------------- | --------------------- |
| Nord-Pas-de-Calais    | 4 032 000                | 4 063 000                | 31 000                  | 0,7                   |
| Auvergne              | 1 331 000                | 1 329 000                | -2 000                  | –0,1                  |
| Bourgogne             | 1 623 000                | 1 618 000                | -5 000                  | –0,5                  |
| Lorraine              | 2 334 000                | 2 272 000                | -62 000                 | –2,6                  |
| Champagne-Ardenne     | 1 338 000                | 1 261 000                | -77 000                 | –5,5                  |
| France métropolitaine | 60 825 000               | 67 204 000               | 6 379 000               | 10,7                  |

## Les principales aires urbaines
Les populations suivantes se réfèrent aux aires urbaines dans leur extension définie lors du recensement de 1999.
Note :
08 = Département des Ardennes
10 = Département de l'Aube
51 = Département de la Marne
52 = Département de la Haute-Marne
| Aires urbaines            | Date du recensement | Date du recensement | Date du recensement |
| Aires urbaines            | 1982                | 1990                | 1999                |
| ------------------------- | ------------------- | ------------------- | ------------------- |
| Reims (51)                | 266 731             | 281 165             | 291 735             |
| Troyes (10)               | 167 509             | 168 679             | 172 497             |
| Charleville-Mézières (08) | 107 237             | 108 493             | 107 777             |
| Châlons-en-Champagne (51) | 80 093              | 80 718              | 79 280              |
| Saint-Dizier (52)         | 60 641              | 59 647              | 55 814              |
| Épernay (51)              | 41 048              | 40 921              | 40 167              |
| Chaumont (52)             | 37 357              | 37 339              | 36 565              |
| Vitry-le-François (51)    | 36 537              | 36 062              | 35 024              |
| Sedan (08)                | 34 376              | 32 602              | 31 665              |
| Romilly-sur-Seine (10)    | 23 003              | 22 884              | 21 929              |
| Langres (52)              | 16 892              | 17 031              | 16 536              |
| Rethel (08)               | 14 284              | 13 960              | 13 928              |

## Répartition par tranche d'âges
| Âges           | Hommes         | Femmes         |
| -------------- | -------------- | -------------- |
|                | Nombre(%)      | Nombre(%)      |
| Ensemble       | 142 814(100,0) | 147 310(100,0) |
| 0 à 14 ans     | 28 478(19,9)   | 27 212(18,5)   |
| 15 à 29 ans    | 29 436(20,6)   | 27 291(18,5)   |
| 30 à 44 ans    | 31 824(22,3)   | 31 326(21,3)   |
| 45 à 59 ans    | 26 764(18,7)   | 25 820(17,5)   |
| 60 à 74 ans    | 19 050(13,3)   | 22 300(15,1)   |
| 75 à 94 ans    | 7 167(5,0)     | 12 954(8,8)    |
| 95 ans ou plus | 95(0,1)        | 407(0,3)       |

## Taux de natalité
Nombre de naissances en 2010 : 14294

## Taux de mortalité
Nombre de décès en 2002 : 12 561